# 太平山 (栃木県)
太平山（おおひらさん）は、栃木県南部の栃木市にある山である。標高341メートル。
太平山は「太」と書くのに対し旧大平町（現在の栃木市大平地域）は「大」と書く。これは、旧大平村が合併発足した際に、大平村の字画が七五三（逆順）となるように縁起をかついで「太」を「大」にしたという。

## みどころ
太平山の中でも見晴らしの良い謙信平（けんしんだいら）に山本有三が執筆した「路傍の石」の石碑があり、春桜の季節には花見を楽しむことが出来る（謙信平は上杉謙信が騎馬隊をここで練習させたことにちなむ史跡である）。太平山では太平山だんごとダシ入りのたまごやき、焼き鳥が名物で花見をしながら食べることも楽しみの一つである。たまごやきと焼き鳥は太平山神社にニワトリを奉納する風習があり、これを参拝者に振る舞ったこと、だんごも五穀豊穣を願って奉納していたものが由来である。
花見の時期には茶席も催されている。眺めの良い場所からは、晴れていれば東京スカイツリーや西新宿高層ビル群、富士山を眺めることもでき、地上が霧になると霧の上から島のように付近の山々がみえることから「陸の松島」とも言われている。日本夜景遺産に認定されている。
六月には「あじさい坂」といわれる太平山神社に向かう階段状の参道にあじさいが咲く。このあじさいは、およそ2,500株あり、ライオンズクラブが1974年（昭和49年）に植え始めたのが始まりである。中腹には太平山神社（頂上に富士浅間神社、太平山城跡がある）があり、年末年始には初詣客で賑わい、商売の神様が祭られているので商売の人は良く訪れる。また、女の神様なのでカップルでいくと別れるという噂がある。太平山の麓に大中寺があり、そこには「根無し藤」「油坂」などの七不思議伝説がある。大中寺は、栃木市を通過する大平町ぶどう団地のみち（グレープロード）沿いから入ったところにある。

## ギャラリー

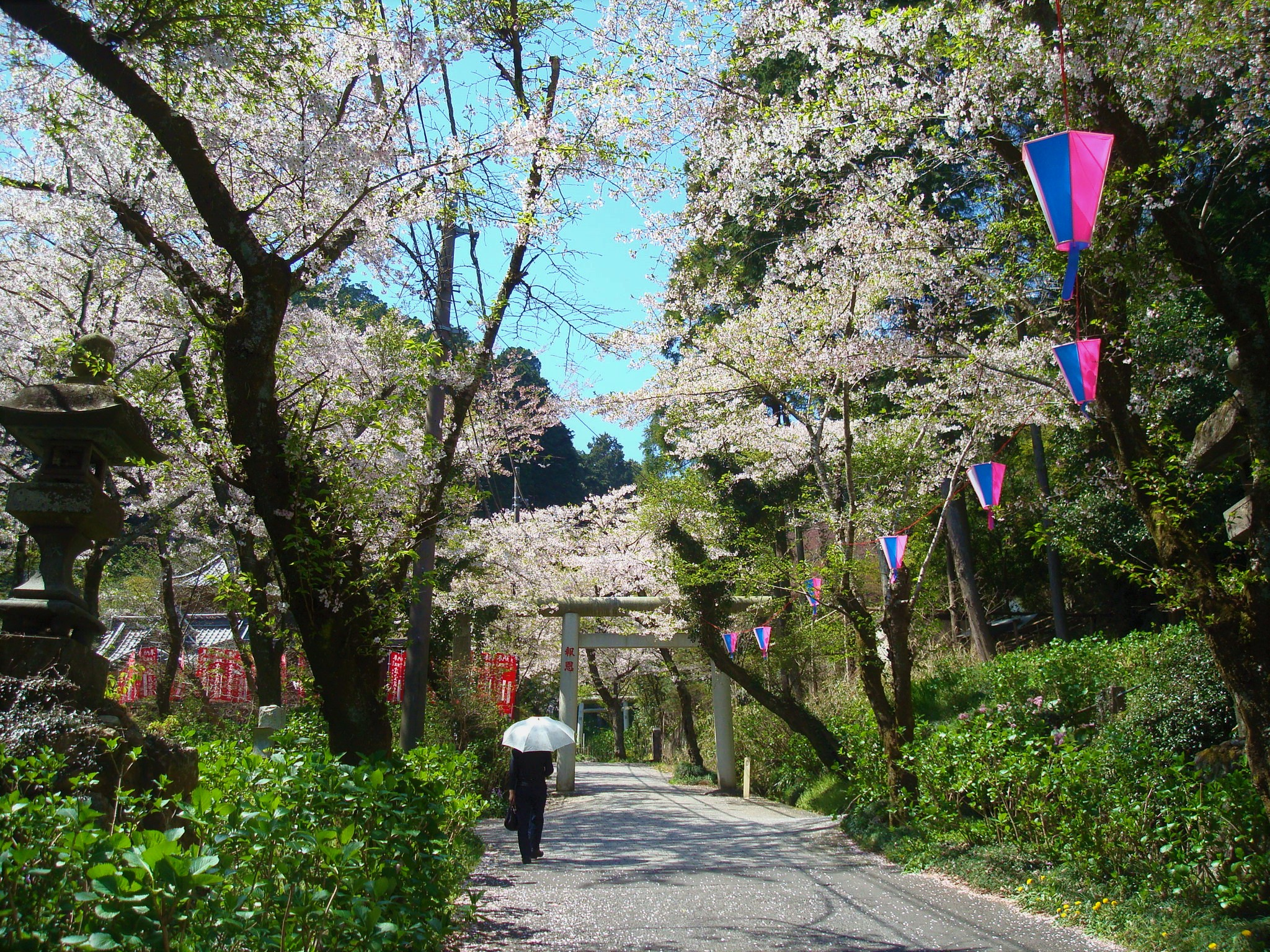
太平山神社の桜
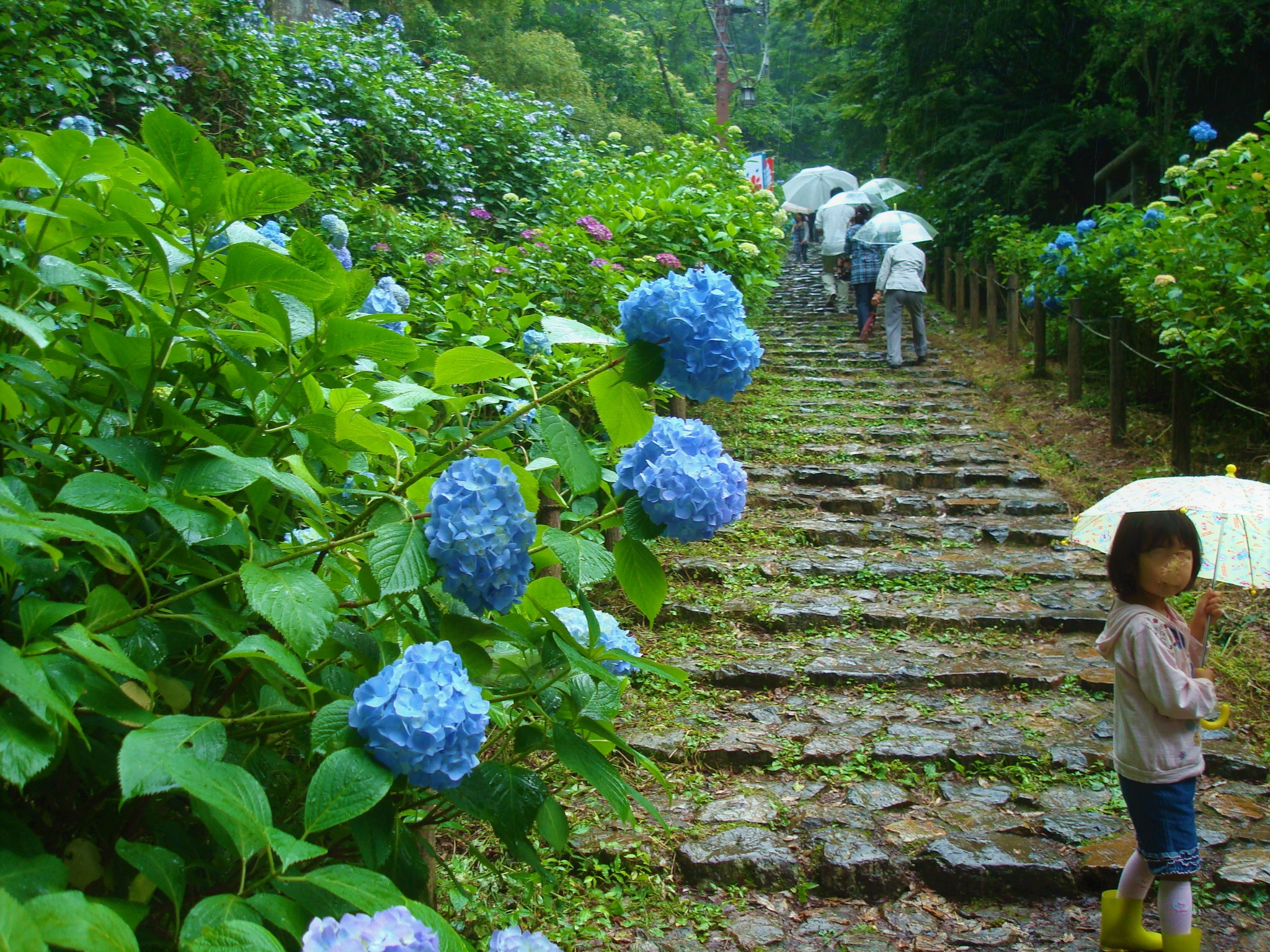
太平山神社のあじさい坂
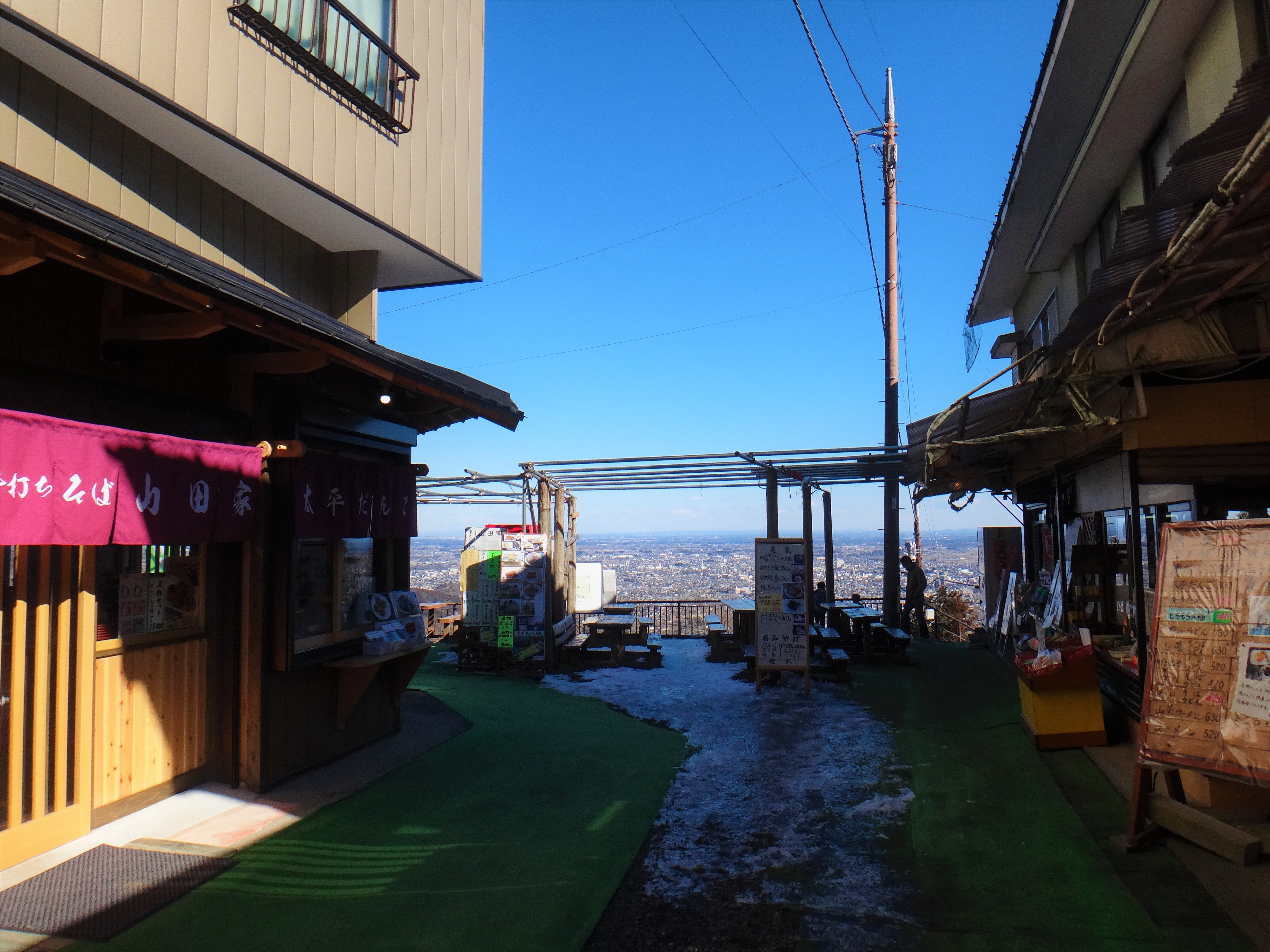
太平山神社展望台から栃木市内を望む
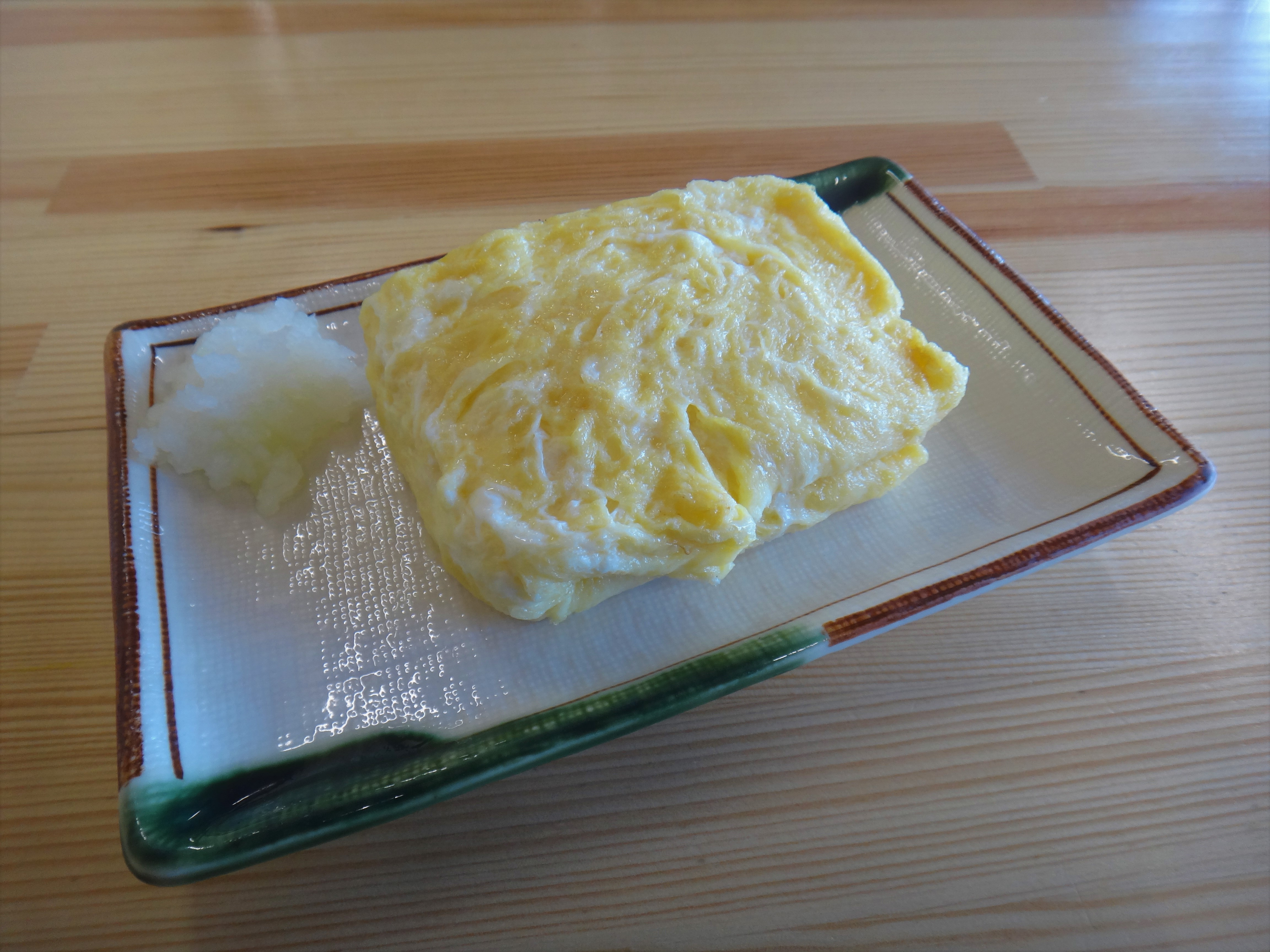
太平山のダシ入りのたまごやき
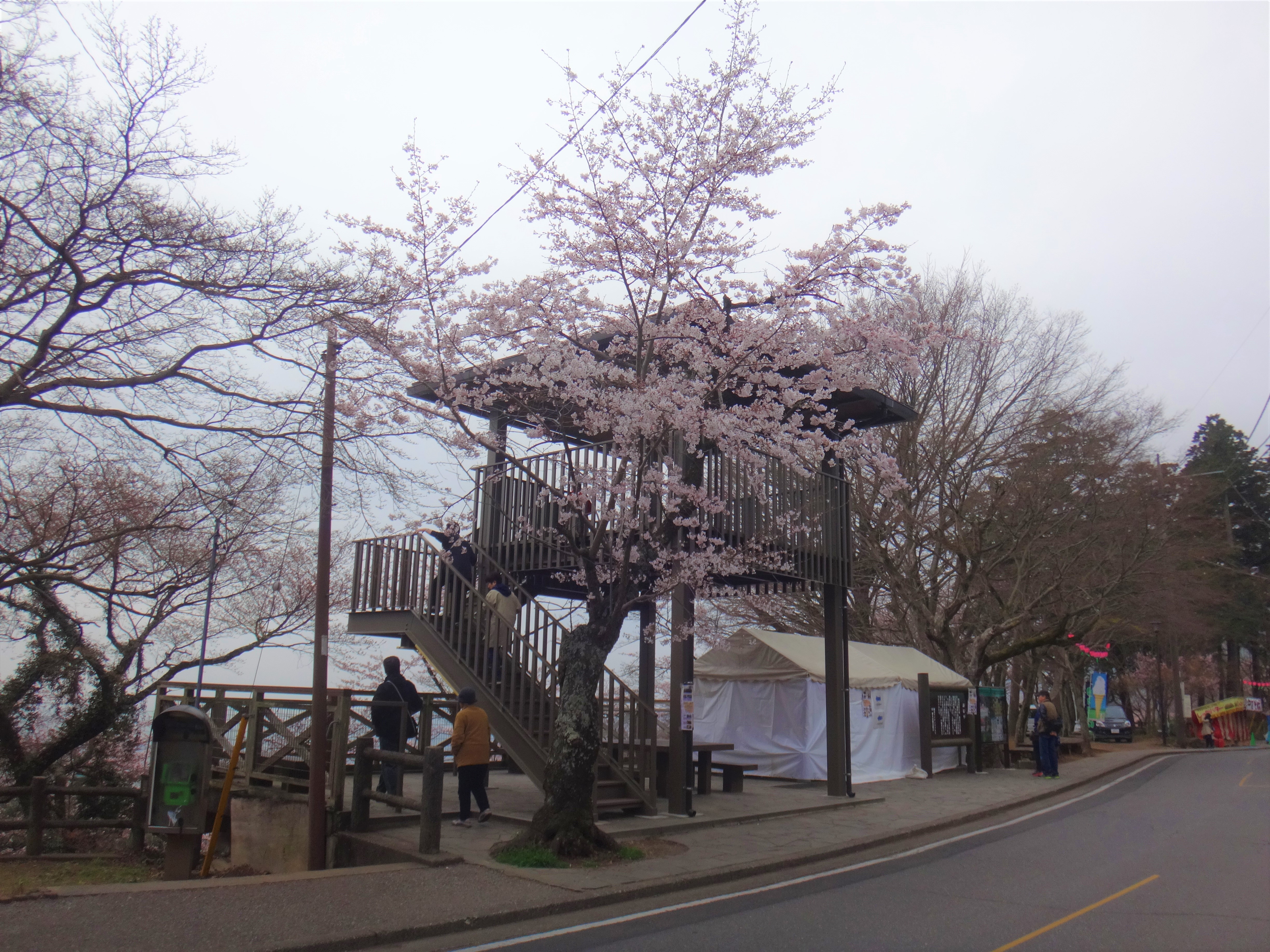
謙信平の桜
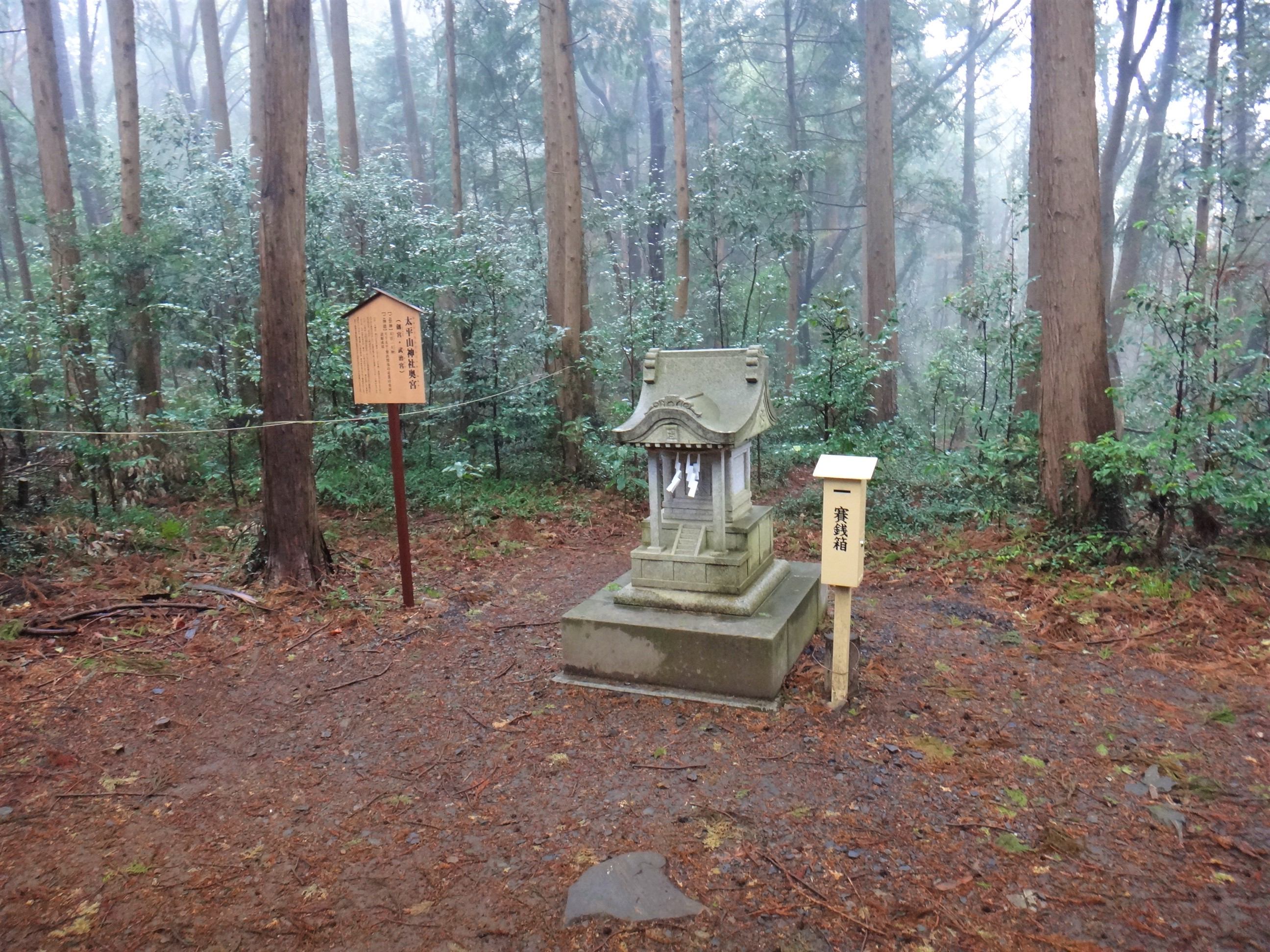
太平山神社奥宮
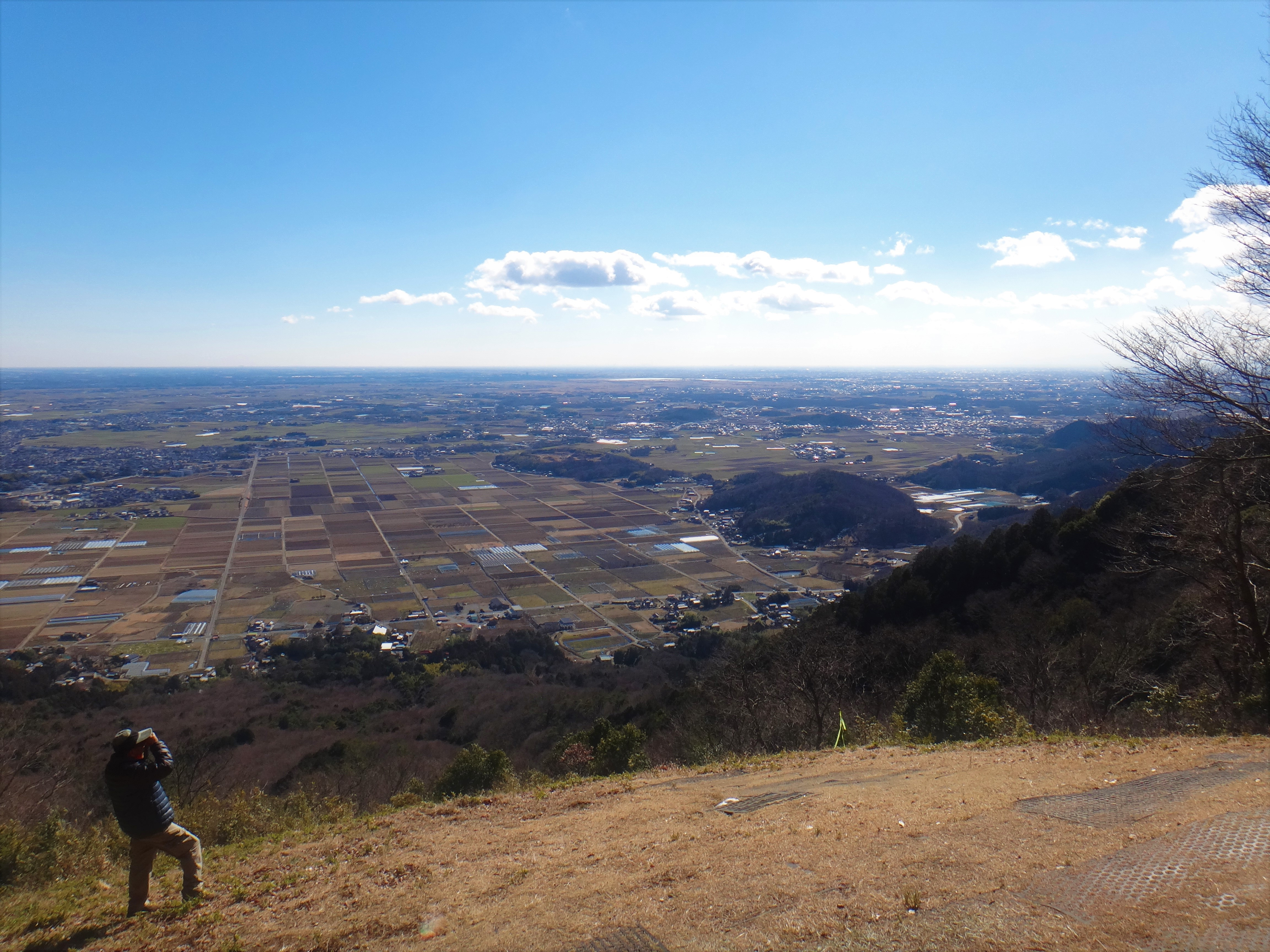
太平山パラグライダー場
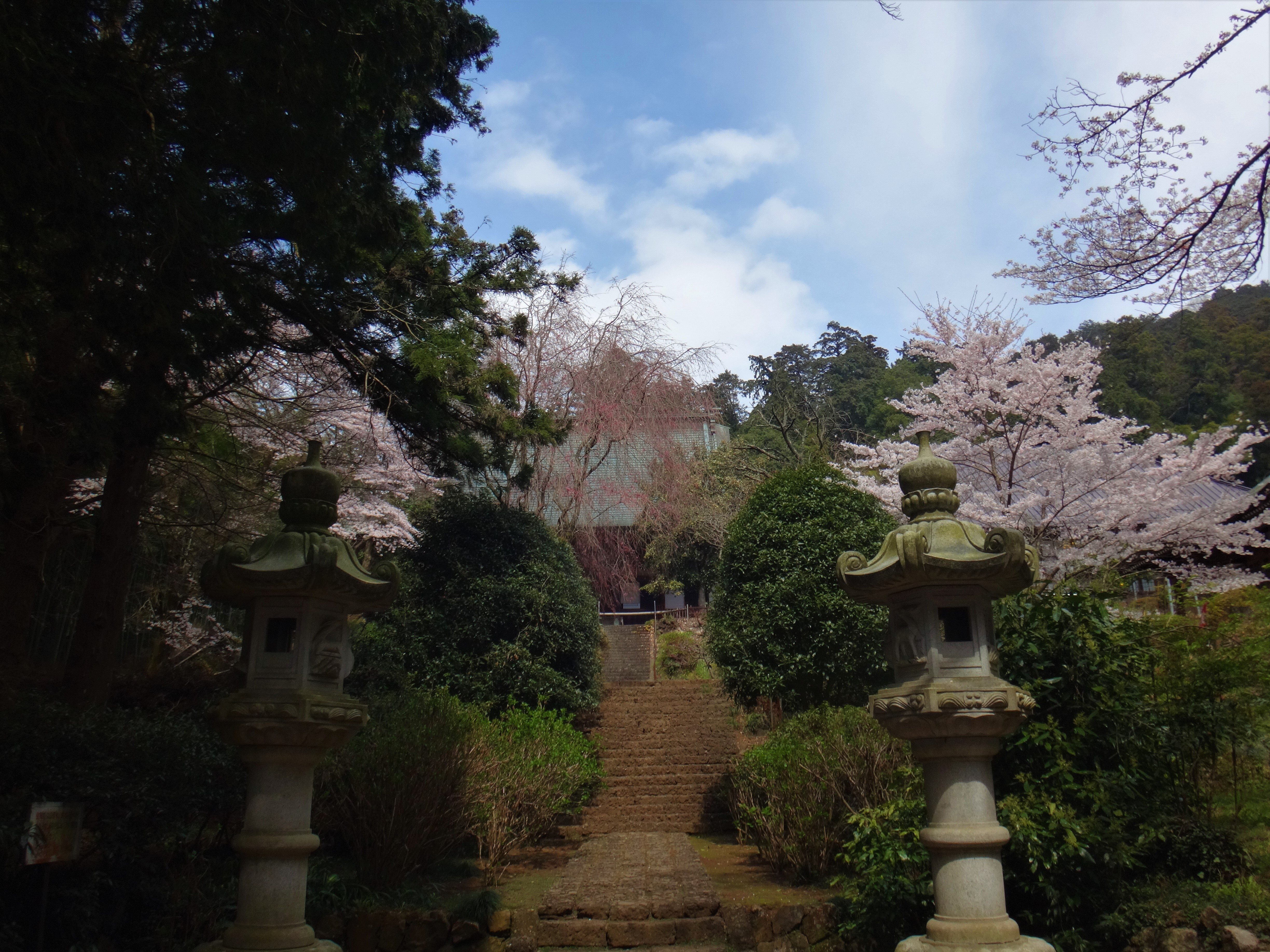
大中寺の油坂
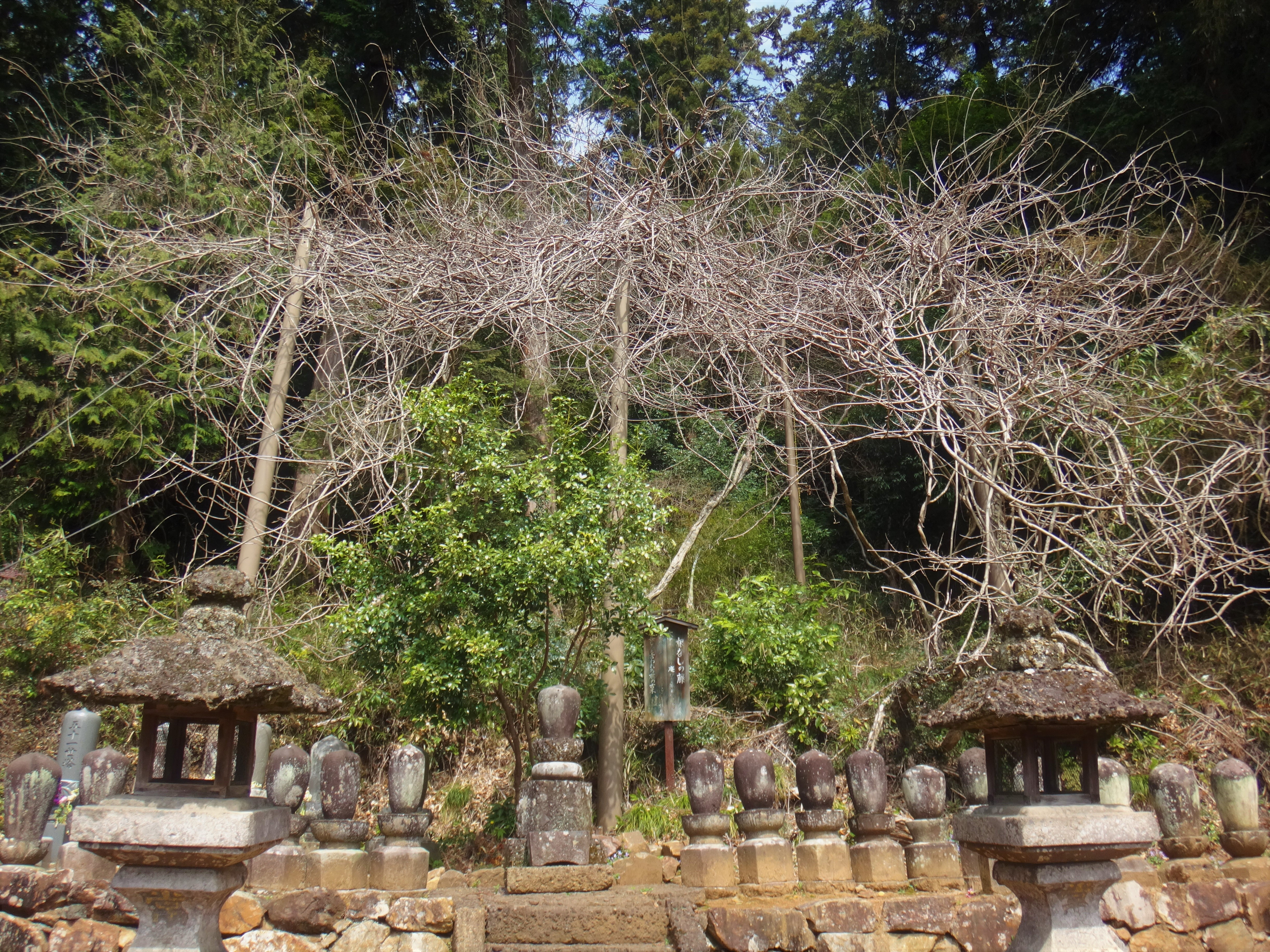
大中寺の根無し藤

## 交通
- JR両毛線「大平下駅」下車、徒歩
- 東武日光線「新大平下駅」下車、徒歩
- 栃木駅北口より関東自動車「倭町経由国学院行」路線バスで終点下車

## 備考

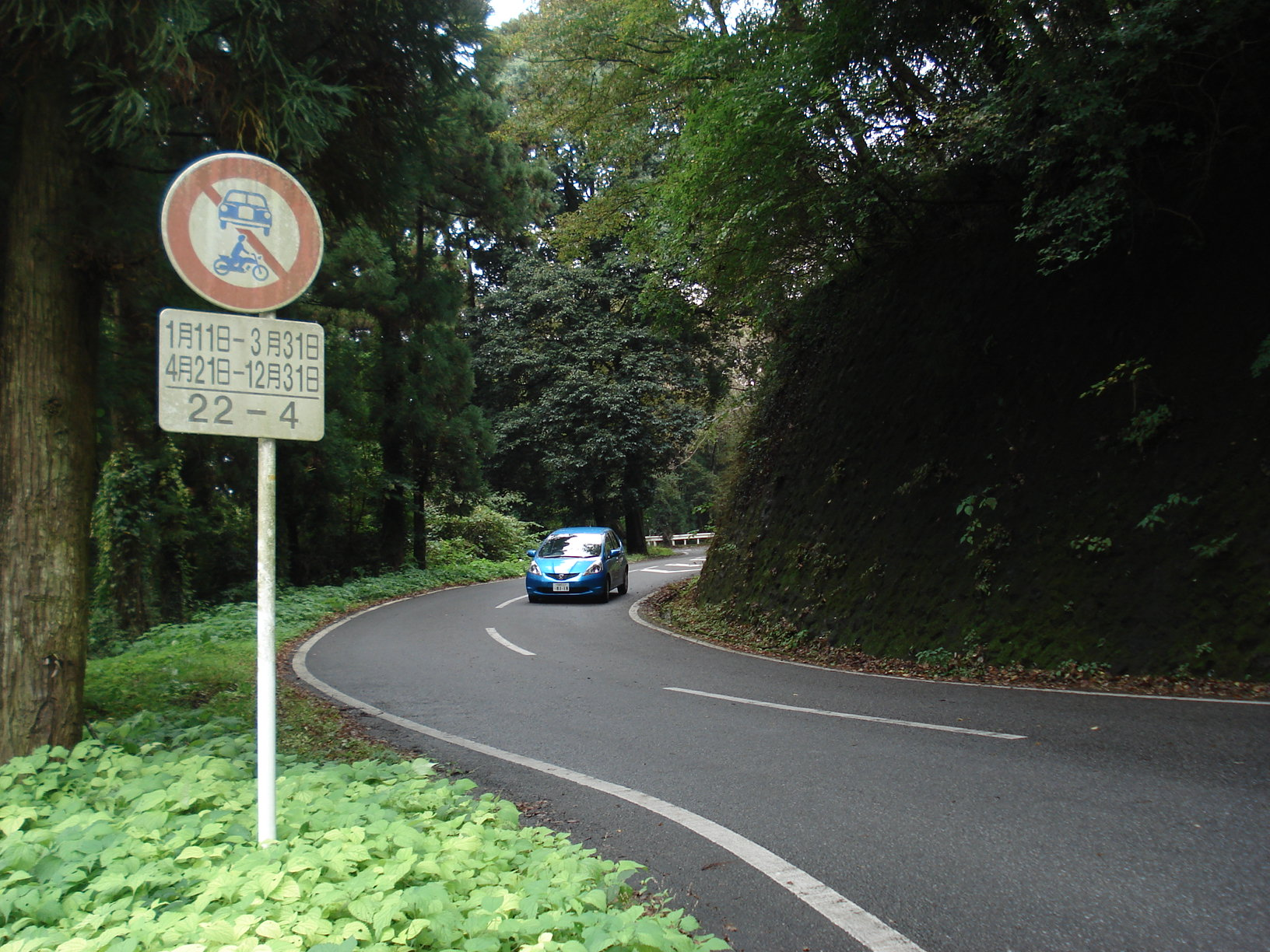
太平山周遊道路入口（平井町側）

太平山周遊道路は平井町から薗部町にかけての区間で年始（1月1日 - 1月10日）及び花見シーズン（4月1日 - 4月20日）を除き、22時 - 翌4時まで自動車及び二輪車通行禁止の規制が行われており、規制区間両端には簡易バリケードが設置されている。この規制は、周遊道路平井町側の九十九折での暴走族やローリング族の暴走行為をはじめ諸犯罪の防止策であると考えられる。